# Jørgen Roed
Jørgen Roed (13 de enero de 1808, Ringsted – 8 de agosto de 1888, Copenhague) fue un artista danés especializado en retratos y escenas de género, vinculado al movimiento de la Edad de Oro danesa. Fue alumno de Christoffer Wilhelm Eckersberg.

## Biografía

### Primeros años
Su padre, un inmigrante alemán, era miembro del ayuntamiento, era dueño de una granja donde criaban animales y regentaba una destilería. Era uno de cinco hijos. Eran vecinos de la familia Vermehren, cuyo hijo, Frederik Vermehren , también se convertiría en artista y alumno de Jørgen Roed.
Ya en la escuela tuvo la oportunidad de aprender a dibujar y pintar con el maestro de escuela JJ Fyhn. Aunque la calidad de esa educación no fue particularmente impresionante, el entusiasmo de Roed fue suficiente para inspirar a sus padres a enviarlo a Copenhague en 1822 después de su confirmación para formarse en la Real Academia Danesa de Arte ( Det Kongelige Danske Kunstakademi ).

### Estudios en la Academia
Se le recomendó formarse con el retratista Hans Hansen, padre de Constantin Hansen , donde estudió de forma privada y comenzó a pintar. El resultado más duradero de su educación con Hansen fue la amistad que Roed desarrolló con Constantine, el hijo del maestro. El entrenamiento de Roed con Hansen se limitó a hacer copias de otras obras de arte, como su primera pintura exhibida en 1824, una cabeza de ángel pintada después de otra copia basada en una obra de Rafael . Fue por primera vez en 1826 cuando exhibió una pieza independiente, un retrato de su primer maestro de arte.
También había iniciado su formación en la Academia al mismo tiempo, primero en la escuela de dibujo a mano alzada en 1822, y luego en 1825 en la Escuela de Pintura de Yeso. Expuso en la Exposición de Primavera de Charlottenborg por primera vez en 1824 y continuó exhibiendo allí regularmente a lo largo de su vida.
Hansen murió en 1828, y tanto Roed como el joven Hansen se formaron con Christoffer Wilhelm Eckersberg , padre de la "Edad de oro de la pintura danesa". Roed y Hansen eran amigos y socializaban mucho. Hansen era a menudo un invitado en la casa de los Roed, y viajaron juntos por Dinamarca pintando uno al lado del otro.
Sus años académicos fueron lentos pero uniformes; era un estudiante sólido y un pintor sólido. Eckersberg tuvo una fuerte influencia en su desarrollo artístico. Roed se convirtió en un admirador leal y de por vida de Eckersberg y de sus principios de observación exacta y cuidadosa de la naturaleza.
Desarrolló su propio estilo dentro de la pintura de género y se hizo experto en la pintura de retratos . Primero ganó el pequeño medallón de plata de la Academia junto con un premio en efectivo en 1831, y luego el gran medallón de plata en 1833. No compitió por el medallón de oro.
Viajó a Noruega en 1831.
Mostró temprano su talento como pintor de arquitectura , y ganó dos veces concursos en esta disciplina en el Art Union ( Kunstforening ). Ganó el concurso, con el tema “Un lugar o edificio público”, en 1836 con su cuadro " Parti af Frederiksborg. Karusselporten " ("Vista del castillo de Frederiksborg, La puerta de Karrusel"). Niels Lauritz Høyen , quien seleccionó el tema del concurso, era crítico, historiador del arte, líder de Art Union y profesor en la Academia en ese momento. De esta manera pudo contagiar a muchos artistas jóvenes con su interés por el nacionalismo e influir en su desarrollo artístico. La pintura se encuentra ahora en la colección del Museo de Arte Horsens .
Pintó una serie de pinturas arquitectónicas a mediados de la década de 1830, incluido un par con la catedral de Roskilde . Su pintura " En gade i Roskilde. I baggrunden domkirken " ("Una calle en Roskilde, al fondo la Catedral") pintada en 1835-36 se encuentra en la colección del Museo Nacional de Arte ("Statens Museum for Kunst"). . Presenta la catedral en un paisaje urbano atmosférico, que combina su perspectiva arquitectónica con un sentido de su entorno y la gente que vive allí.

### Estudios en el extranjero
A partir de 1835, comenzó a buscar un estipendio de viaje de la Academia, pero tuvo una dura competencia tanto de Wilhelm Marstrand como de Louis Gurlitt, compañeros de estudios que tendrían una prioridad más alta que él para estos fondos limitados. Por lo tanto, recibió por primera vez un estipendio de viaje de dos años en 1837, que luego se renovó por un segundo período de dos años. Esto le permitió vivir en Italia 1837-1841.
Antes de partir de viaje se comprometió con Emilie Mathilde Kruse, quien esperó su regreso para casarse.
Viajó primero a Düsseldorf y luego a Italia, donde permaneció principalmente en Roma. También viajó a Nápoles en compañía de Constantin Hansen y Wilhelm Marstrand. Durante su estancia en Italia afianzó sus habilidades pintando paisajes y especialmente arquitectura. Realizó varios cuadros que se acercan a ser cuadros de arquitectura, así como varios retablos para iglesias del campo. También pintó una copia basada en un gran cuadro de Rafael. Una obra importante de este período fue " Fængselsgården i Palazzo del Bargello " ("Patio de la prisión en el Palazzo del Bargello"), donde Roed combinó su fino sentido de la arquitectura con un animado grupo de gente local en una escena digna de una pintura de género.

### Carrera artística y académica en Dinamarca
Regresó a Dinamarca en 1842, donde estas pinturas fueron bien recibidas. Roed concentró sus esfuerzos en establecer una carrera en la Academia.
Se casó con su prometida el 22 de mayo de 1842. Tuvieron dos hijos,  Holger Roed , que se convertiría en artista como su padre, y  Helena ( Helena Nyblom, de soltera Roed ), escritora sueco-danesa que se casaría con Carl Rupert Nyblom , arte historiador y miembro de la Academia Sueca . La pareja reunió a su alrededor un círculo de artistas y amigos de artistas, incluido el joven Julius Lange , sobre quien Roed tiene una gran influencia.
En el verano de 1843 fue invitado a convertirse en miembro de la Academia basándose en un retrato que hizo de J.C. Drewsen. Presentó un retrato del escultor H.V. Bissen para su pieza de admisión y fue aceptado en la Academia como retratista en 1844. Estas pinturas monumentalmente concebidas establecieron el estándar para sus muchos retratos sólidamente producidos en los años venideros.
Viajó a Dresde en septiembre de 1850 y nuevamente en abril-noviembre de 1851.
Viajó desde noviembre de 1861 hasta marzo de 1862, viajando a Londres para la Exposición Mundial donde se exhibió su trabajo, y luego a París, Florencia y Roma. A su regreso a Dinamarca fue nombrado profesor de la Escuela Academia de modelos artísticos en 1862. Viajó nuevamente a Italia entre agosto y noviembre de 1871 (Pompeya, Capri, Roma), a Berlín julio-agosto de 1873 y a París agosto-septiembre 1878 para la Exposición Mundial.
Continuó enseñando en la Academia hasta octubre de 1887, cuando presentó su dimisión y recibió el título de Consejero de Estado ( etatsråd ).
Murió el 8 de agosto de 1888 a la edad de 80 años en Copenhague. Le sobrevivieron su esposa y su hija.

## Obras
Además de muchos retratos, pintó varios retablos y pinturas religiosas, incluido " Jesu Korsfæstelse " ("Crucifixión de Jesús") en 1866 para la iglesia restaurada en el Palacio de frederiksborg.
En sus últimos años esculpió un retrato de su esposa en mármol.
Su formación y carrera comenzaron en el contexto de un momento emocionante en la historia danesa, la transición entre la monarquía autoritaria y el establecimiento y desarrollo de la democracia: el período de la Edad de Oro de la pintura danesa promovida por Eckersberg, y el fuerte sentido del patriotismo. y el nacionalismo ejemplificado por las teorías de Høyen. En los últimos años de Roed habría grandes cambios en las sensibilidades artísticas. Las habilidades artísticas de Roed continuaron siendo sólidas a lo largo de su vida, aunque los ideales de la Edad de Oro que representaba habían desaparecido hace mucho tiempo y fueron reemplazados por nuevos impulsos creativos.
Sus esfuerzos académicos no pueden subestimarse ya que muchos artistas jóvenes se formaron bajo su liderazgo sólido e inspirador durante sus 25 años como profesor.
Sus pinturas se encuentran en la colección de muchos museos daneses, incluido el Museo Nacional de Arte ("Statens Museum for Kunst"), la Colección Hirschsprung , Ny Carlsberg Glyptotek , Ordrupgaard y museos de arte locales en Aarhus , Horsens , Ribe y Randers .
Sus retratos documentan a muchas personas importantes de su época, incluido el poeta Adam Oehlenschläger , el obispo y poeta Thomas Kingo y los artistas E.W. Norman, Albert Küchler , Jørgen Sonne , P.C. Skovgaard y Wilhelm Marstrand . Pintó autorretratos en 1829, 1866 y 1883.